# Почти луна (роман)
«Почти луна» (англ.  The Almost Moon) — роман 2007 года американской писательницы Элис Сиболд, автора бестселлера «Милые кости».

## Сюжет
Много лет Хелен Найтли жила ради других: матери, отца, мужа и уже взрослых дочерей. Когда она убивает свою мать, её жизнь стремительно меняется.
В начале романа Хелен убивает свою пожилую мать, Клер. Клер, бывшая манекенщица, демонстрирующая нижнее бельё, страдает безумием, одним из признаков которого является агорафобия, которое с годами только усиливается. За следующие двадцать четыре часа Хелен заручается помощью своего бывшего мужа, Джейка (который становится невольным соучастником её преступления) и вступает в связь с сыном лучшей подруги, скрываясь от полиции. Повествование пронизано воспоминаниями Хелен о детстве и её непростых отношениях с Клер.